# Психосоматична медицина
Психосоматиката (от старогръцки: ψυχή, психе – душа, дух; σῶμα, сома – тяло) е направление и дисциплина в медицината (психосоматична медицина) и психологията, което изучава влиянието на психологически фактори върху физическите оплаквания, състояния и заболявания. Като интердисциплинарно поле в медицината изучава отношението между социалните, психологическите и поведенческите фактори върху процесите на тялото и качеството на живот при хора и животни. Психосоматичната медицина включва интердисциплинарни оценявания и мениджмънт, включващи разнообразни специалности като психиатрия, психология, неврология, хирургия, алергология, дерматология и психоневроимунология. Клинични ситуации, където умствения процес действа като основен фактор, повлияващ медицинските резултати са областите, в които психосоматичната медицина има компетенция .

## Психосоматична връзка
Психосоматичната връзка представлява връзката между психиката/душата и тялото на човек. В съвременната психология и медицина тя се взема под особено внимание при работата с всяко едно заболяване, защото е установено, че такава връзка съществува и цялостното психично и емоционално състояние на човек, оказват пряко влияние върху неговото тяло и обратното. Последните изследвания установяват, че голяма част от соматичните (телесни) проблеми и заболявания, са следствие на неразрешени конфликти или незадоволително психично и емоционално състояние на човек, но също така и ако тялото бъде подложено на външни неблагоприятни влияния и се разболее, то неминуемо ще настъпят негативни промени и в психически аспект. Не е установено все още как и къде се случва тази връзка, но различни автори се опитват да дават обяснения за това.